# Ясулович, Игорь Николаевич
И́горь Никола́евич Ясуло́вич (24 сентября 1941, Рейнсфельд, Куйбышевская область — 19 августа 2023, Москва) — советский и российский актёр театра, кино, озвучивания и дубляжа, кинорежиссёр, сценарист и педагог; народный артист РФ (2001), лауреат Государственной премии РФ (2000).

## Биография

### Ранние годы
Родился 24 сентября 1941 года в селе Рейнсфельде (ныне — Залесье) в семье военного. Предки отца по происхождению — белорусы. Детство провёл в городе Измаиле Одесской области, где его отец — инженер-капитан 1-го ранга — служил начальником технического отдела Дунайской флотилии. В Таллине посещал театральный кружок, где его учителем стал актёр местного драмтеатра Иван Россомахин. В 1962 году окончил актёрский, в 1974 году — режиссёрский факультет Всесоюзного государственного института кинематографии (мастерская М. И. Ромма).

### Карьера
С 1962 года — артист Экспериментального театра-студии пантомимы («Эктемим»), в 1964—1994 годах — Театра-студии киноактёра, с 1994 по 2023 год — Московского ТЮЗа.
В кино с 1961 года (более 320 ролей, первая роль — физик Фёдоров — в фильме «Девять дней одного года»), снимался преимущественно в ролях второго плана и эпизодах.
Много участвовал в озвучивании фильмов и мультфильмов. Режиссёр-постановщик нескольких фильмов. Совместно с Александром Тителем преподавал в своей мастерской в ГИТИСе, на факультете актёрского искусства музыкального театра. Также вёл свою актёрскую мастерскую во ВГИКе.

### Общественная деятельность
Неоднократно принимал участие в правозащитных, благотворительных, оппозиционных и антивоенных акциях и мероприятиях. Выступал за освобождение Василия Алексаняна, Светланы Бахминой, Михаила Ходорковского, Платона Лебедева, участниц группы Pussy Riot и других.
Входил в общественную комиссию, проводившую независимое расследование событий на Болотной площади, которая пришла к выводу, что столкновения были спровоцированы представителями правоохранительных органов, а участники демонстрации вынуждены были защищаться, когда их беспричинно задерживали и избивали.
На президентских выборах 2012 года поддержал кандидатуру Михаила Прохорова. В том же году подписал заявление участников «Круглого стола 12 декабря», констатирующее, что Россия переживает глубокий общественно-политический кризис: итоги выборов фальсифицируются, развёрнуты прямые политические репрессии, власти прибегают к разжиганию общественных конфликтов. В марте 2014 года вместе с рядом других деятелей культуры подписал обращение против политики российской власти в Крыму.

### Личная жизнь
Жена — Наталья Юрьевна Егорова (род. 5 июля 1943) — дочь режиссёра Юрия Павловича Егорова. Окончила исторический факультет МГУ, отделение искусствоведения, занимается театральной сценографией, профессор кафедры искусствоведения Школы-студии МХАТ.
Сын — Алексей Ясулович (род. 4 мая 1966), актёр и режиссёр.
Внучки — Вера (род. 1994) и Глафира (род. март 2008).
Игорь Ясулович проживал в Москве, на улице Каретный Ряд, д. 5/10.

### Последние дни жизни и смерть
В последние годы страдал онкологическим заболеванием.
После 12 июля 2023 года артист был госпитализирован из квартиры в Москве. У актёра было острое повреждение почек, ему провели две операции, с помощью которых медикам удалось вывести жидкость из брюшной полости и дыхательных путей. 9 августа Ясуловичу стало хуже, его перевели в реанимацию и даже вводили в искусственную кому. Тогда у актёра ухудшились анализы, врачи подключили центральный катетер для введения препаратов прямо в кровь. Артисту стало лучше, и 11 августа его выписали.
Скончался 19 августа 2023 года в Москве в возрасте 81 года, в результате продолжительной болезни.
Церемония прощания с актёром состоялась 22 августа 2023 года в МТЮЗе, отпевание прошло в Храме Успения Пресвятой Богородицы в Архангельском-Тюрикове. После отпевания тело актёра было кремировано. Урна с прахом была захоронена 30 октября на Новодевичьем кладбище в родственной могиле (уч. 4 р. 51).

## Творчество

### Театр
Московский ТЮЗ
- «Гроза» — Кулигин
- «Чёрный монах» — чёрный монах
- «Свидетель обвинения» — адвокат Робартс
- «Скрипка Ротшильда» — Ротшильд
- «Медея» — Царь Креонт
- «Собачье сердце» — господин; реж. Г. Яновская (1987)
- «Иванов и другие» — Шабельский; реж. Г. Яновская (1993)
- «Жак Оффенбах, любовь и тру-ля-ля» — Исаак Иуда Эбершт; реж. Г. Яновская (1995)
- «Романтики» — Бергамен (1996)
- «Татьяна Репнина» реж. Валерий Фокин (1998)
- «Пушкин. Дуэль. Смерть» — Нащокин; реж. Кама Гинкас (1999)
- «Нелепая поэмка» — великий инквизитор; реж. Кама Гинкас (2006)
- «Шуты Шекспировы» — король Лир; реж. Кама Гинкас (2012)
- «Пингвины» — Ной; реж. Женя Беркович (2015)
- «Плешивый Амур» — Николай Николаевич Фетисов; реж. Г. Яновская (2016)
- «Всё кончено» — врач; реж. Кама Гинкас (2017)

Московский драматический театр имени А. С. Пушкина
- «В тени виноградника»[41] — Гарри; реж. Михаил Мокеев

Другие театры
- «Борис Годунов» — Пимен; реж. Д. Донеллан (2000)
- «12 ночь» — шут Фесте; реж. Д. Донеллан (2003)
- «Три сестры» — Чебутыкин / Ферапонт; реж. Д. Донеллан (2005)
- «Территория любви» (по пьесе Майкла Кристофера «Дама ждёт, кларнет играет») — Джордж; реж. Владимир Панков (2009, Театральное агентство «Арт-партнёр XXI»)
- «Буря» — Просперо; реж. Д. Донеллан (2011)
- «Война» (по произведениям: Ричард Олдингтон «Смерть героя», Гомер «Илиада», Николай Гумилёв «Записки кавалериста») — реж. Владимир Панков (2014)
- «Цена» — Грегори Соломон; реж. Леонид Хейфец, пьеса Артура Миллера, Театр имени Вл. Маяковского (2015 год)

### Фильмография

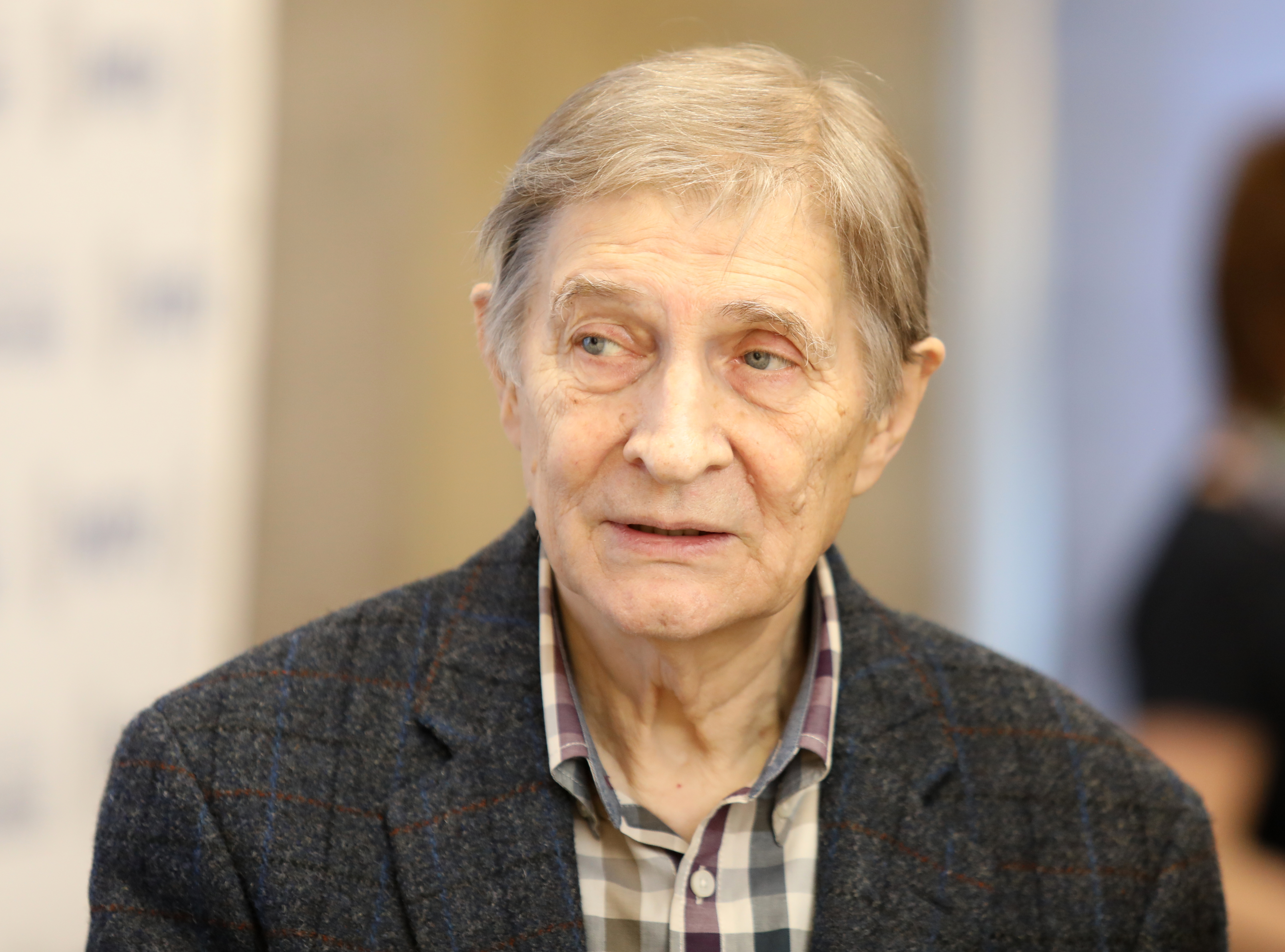
Игорь Ясулович на юбилейном показе (30 лет) фильма «Мио, мой Мио» в Российской государственной детской библиотеке

#### Актёрские работы в кино
1960-е
- 1961 — Девять дней одного года — Фёдоров, физик
- 1961 — В пути — парень в поезде
- 1961 — Приключения Кроша — танцор в очках
- 1963 — Теперь пусть уходит — Кеннет
- 1964 — Помни, Каспар… — Якоб
- 1964 — Через кладбище — Феликс Бугреев
- 1965 — Первый посетитель — Григорий Любимов
- 1965 — Время, вперёд! — Винкич
- 1966 — Нет и да — Юра
- 1966 — Город мастеров — Гвен, брат Вероники и лесной стрелок
- 1966 — Кто вернётся — долюбит — отказник
- 1966 — Последний жулик — горожанин в канотье
- 1966 — Не самый удачный день — Игорь, мим
- 1966 — Айболит-66 — белый клоун
- 1967 — Операция «Трест» — Игорь Румянцев
- 1967 — Арена — грустный клоун
- 1968 — Майор Вихрь — Аппель
- 1968 — Щит и меч — «Гога», курсант разведшколы абвера
- 1968 — И снова май! — Ходаковский
- 1968 — Золотой телёнок — шофёр-любитель
- 1968 — Бриллиантовая рука — Виктор Николаевич, сосед с собачкой
- 1968 — Солдат и царица — Иван, сапожник
- 1969 — Семейное счастье — адвокат
- 1969 — Вальс — Володя, сержант

1970-е
- 1970 — Обратной дороги нет — Бертолет
- 1970 — Бег — солдат, играющий с генералом Крапчиковым в карты
- 1971 — Человек с другой стороны — Михаил Заботин
- 1971 — 12 стульев — Эрнест Павлович Щукин, инженер
- 1971 — Ехали в трамвае Ильф и Петров — Вася / Ганс
- 1971 — Могила льва — Дмитрий, брат Всеслава
- 1972 — Руслан и Людмила — Финн
- 1972 — Бой после победы — Гюнтер
- 1972 — Без трёх минут ровно — Сан Саныч, учитель географии
- 1972 — Приваловские миллионы — Максим Лоскутов
- 1973 — За облаками — небо — Виктор Корецкий
- 1973 — Каждый день доктора Калинниковой — Чуканов, хирург
- 1974 — Чудо с косичками — тренер Малышевой
- 1974 — Парашюты на деревьях — Хромов, военнопленный
- 1975 — Не может быть! — Лёлик, покупатель картин / гость на свадьбе
- 1976 — Там, за горизонтом — Корецкий
- 1976 — «Сто грамм» для храбрости… — Ларичев, экономист
- 1977 — Легенда о Тиле — предводитель слепых
- 1977 — Фронт за линией фронта — немец
- 1978 — 31 июня — магистр Джарви / доктор Джарвис
- 1978 — Жили-были в первом классе... — Глазов-старший
- 1978 — По улицам комод водили — интеллигент, ожидающий обкатки велосипеда
- 1979 — В одно прекрасное детство — фокусник
- 1979 — Тот самый Мюнхгаузен — слуга герцога
- 1979 — Жил-был настройщик — фокусник

1980-е
- 1980 — Через тернии к звёздам — Торки
- 1980 — Однажды двадцать лет спустя — Куренков, военный
- 1980 — Кто заплатит за удачу? — белоказак
- 1980 — Жизнь прекрасна — заключённый
- 1980 — Крах операции «Террор» — бундовец Якимович
- 1981 — Брелок с секретом — дирижёр
- 1981 — Товарищ Иннокентий — Радин
- 1981 — Отпуск за свой счёт — референт Орлова
- 1981 — Семь счастливых нот — Евгений Михайлович, ассистент кинорежиссёра
- 1981 — Золотые рыбки — Александр Грубин
- 1982 — Похождения графа Невзорова — граф Шамборен
- 1982 — Предчувствие любви — Давидюк
- 1982 — Кафедра — Лев Михайлович
- 1982 — Не хочу быть взрослым — режиссёр
- 1982 — Нежданно-негаданно — Краснопёров, лжепрофессор
- 1982 — По законам военного времени — Ставровский
- 1983 — Мэри Поппинс, до свидания! — Ф. Смит, парковый сторож
- 1983 — Витя Глушаков — друг апачей — отец Вити
- 1983 — К своим! — Бычок
- 1983 — Комический любовник, или Любовные затеи сэра Джона Фальстафа — Алекс, фокусник
- 1983 — Молодые люди — официант
- 1983 — Оставить след — Мэнээс
- 1984 — Восемь дней надежды — Горленко, представитель областной комиссии
- 1984 — Гостья из будущего — Электрон Иванович, сотрудник КосмоЗоо / Крыс в его образе
- 1984 — Зудов, вы уволены! — Никита Зудов
- 1984 — Шутки в сторону — Сергеич, дворник
- 1984 — Шанс — Александр Грубин
- 1984 — Дом на дюнах — пастор
- 1984 — Загадка Кальмана — артист Ленинского театра музыкальной комедии, исполняющий роль Бони в постановке «Сильвы» в блокадном Ленинграде
- 1985 — Танцы на крыше — отец Вити
- 1985 — Город невест — Витя
- 1985 — Жил отважный капитан
- 1985 — Самая обаятельная и привлекательная — фарцовщик
- 1987 — Лиловый шар — Кащей
- 1987 — Ловкачи — Сергей Петрович Лебедев
- 1987 — Мио, мой Мио — Эно / выбиватель ковра
- 1987 — Сильнее всех иных велений — маркиз Сен-Поль
- 1987 — Друг — Андреич
- 1987 — Гардемарины, вперёд! — Корн
- 1988 — Артистка из Грибова — Мартыненко, режиссёр провинциального театра
- 1988 — Роковая ошибка — отец подруги Нади
- 1989 — Криминальный квартет — Шакалов С. С., водитель «Москвича»

1990-е
- 1990 — Сестрички Либерти — психоаналитик
- 1990 — Неустановленное лицо — заведующий отделом редакции
- 1990 — Подземелье ведьм — Конрад
- 1990 — Ай лав ю, Петрович — бомж Петрович, главная роль
- 1990 — …По прозвищу «Зверь» — Данилин, заключённый
- 1991 — Сказка о купеческой дочери и таинственном цветке — греческий купец
- 1991 — И возвращается ветер... — заключённый
- 1991 — Преступление лорда Артура
- 1992 — Чёрный квадрат — Ракитин
- 1993 — Про бизнесмена Фому — Обокумов-Зарайский, завсегдатай медвытрезвителя в городе
- 1993 — Русская певица — Пётр Демичев
- 1993 — Осенние соблазны — Сергей
- 1994 — Графиня Шереметева — доктор Лахман
- 1994 — Петербургские тайны — Юзич
- 1995 — Трибунал (Швеция) — секретарь
- 1996 — Маркиз де Сад — отец Поль
- 1997 — Королева Марго — Лагель, прокурор
- 1997 — Сладкая сказка — волшебник / шофёр / дворник / милиционер
- 1997 — Маленькая принцесса — мистер Кэррисфорд
- 1998 — Не послать ли нам… гонца? — «режиссёр», пациент психиатрической клиники
- 1999 — Д. Д. Д. Досье детектива Дубровского — Борис Бухгольц, заместитель главного бухгалтера компании «ИВА»

2000-е
- 2001 — Саломея — Платон Васильевич Туруцкий, князь
- 2001 — Бледнолицый лжец — Дармоедов
- 2001 — Часы без стрелок — Семён Ильич
- 2001 — Дальнобойщики (19-я серия «Далеко от Москвы») — Пьер, французский бизнесмен
- 2002 — Белое золото — Иванов
- 2002 — Даже не думай! — Тараканов, профессор
- 2002 — Каменская 2 — Готовчиц
- 2002 — Марш Турецкого 3 — кардиолог
- 2003 — Сибирочка — Эрнест Эрнестович
- 2003 — Спас под берёзами — ксёндз
- 2003 — Всегда говори «Всегда» — Григорий Матвеевич
- 2003 — Москва. Центральный округ — Мещерский
- 2003 — Бульварный переплёт — вахтёр
- 2004 — Амапола — профессор
- 2004 — Год Лошади: Созвездие скорпиона — бандит
- 2004 — Четыре таксиста и собака — Иван, егерь
- 2005 — Брежнев — Михаил Андреевич Суслов
- 2005 — Статский советник — Аронзон, химик
- 2005 — Сыщики 4 — пьяный (серия «Ледяное пламя»)
- 2005 — Убойная сила 6 — Иван Николаевич Жданович
- 2005 — Девять неизвестных — архивист
- 2005 — Адъютанты любви — граф Пётр Пален, петербургский генерал-губернатор
- 2006 — Формула зеро — Шерман, профессор
- 2006 — Печорин. Герой нашего времени — старуха
- 2006 — Пороки и их поклонники (телесериал) — Гавриил Романович
- 2007 — И всё-таки я люблю… — Исаак Яковлевич, ювелир
- 2007 — Форсаж да Винчи — посланник тамплиеров
- 2007 — На пути к сердцу (телесериал) — Григорий
- 2007 — Джоконда на асфальте — Питер, отец Ольги
- 2007 — Человек-ветер — Человек-ветер
- 2008 — Четыре возраста любви — Игорь Леонидович
- 2008 — Выйти замуж за генерала — Леонид Аркадьевич
- 2008 — Хлеб той зимы
- 2008 — Ермоловы (телесериал), 32 серии — Петрушечка, клоун
- 2008 — Монтекристо (телесериал) — Отто
- 2008 — Сад — Фирс
- 2008 — Ванька Грозный — Митрич
- 2009 — Самая лучшая бабушка — Анатолий Сергеевич
- 2009 — Фотограф — писатель Василий Павлович Воинов
- 2009 — Когда мы были счастливы — врач
- 2009 — Глухарь. Приходи, Новый год! — бомж Нос

2010-е
- 2010 — Прогулка по Парижу
- 2011 — Охотники за бриллиантами — Литвак, профессор
- 2012 — Одесса-мама (телесериал) — Мартын
- 2012 — Три товарища — Станислав Викентьевич
- 2012 — Обратная сторона Луны — Гурвиц, поэт
- 2012 — Твой мир — Карл Филиппович
- 2012 — Красотка — менеджер
- 2013 — До смерти красива — Роберт Викторович Дафт
- 2013 — Земский доктор. Возвращение — Алексей Дмитриевич, генерал
- 2013 — Былое и Дума (документальный сериал) — Григорий Явлинский
- 2014 — Земский доктор. Любовь вопреки — Алексей Дмитриевич, генерал
- 2014 — Я всё преодолею — Фёдор Кириллович
- 2014 — Алхимик. Эликсир Фауста — Сергей Александрович Невельский (в 1983 году)
- 2014 — Разрывая замкнутый круг / Tyghyryqtan zhol tapqan — Михаил Андреевич Суслов
- 2014 — Новогоднее дежурство — Георгий, консьерж
- 2017 — Спасти Пушкина — пушкинист
- 2017 — Жених для дурочки — Иван Аркадьевич Травин, сосед
- 2017 — Коридор бессмертия — Петрович
- 2017 — Личное пространство — друг академика Тихомирова
- 2017 — Серебряный бор — Иосиф Ильич Рабкин, ювелир
- 2017 — Только не они — дед Ботана, учёный
- 2018 — Кровавая барыня — князь Цицианов, помещик
- 2018 — Короткие волны — таксист
- 2018 — Смысл жизни — отец
- 2019 — Дорогой папа — нотариус
- 2019 — Дипломат — отец Лучникова
- 2019 — Формула мести — отец Калашникова

2020-е
- 2020 — Волк — Вячеслав Семёнович Дашкевич
- 2020 — Документалист. Охотник за призраками — Валентин Трубников, экстрасенс
- 2020 — Московский роман — Леонид Семёнович Сухарский, реставратор
- 2021 — Седьмая симфония — дядя Саша, вахтёр Дома радио
- 2021 — Всё хорошо — Всеволод Николаевич
- 2021 — Добро пожаловать в семью — «Грач», старый вор
- 2023 — Добро пожаловать в семью: Повар из Неаполя — «Грач», старый вор
- 2023 — Мельников —
- 2024 — Престиж (6, 8 серии) — Константин Семёнович, настройщик
- 2024 — Наследники —

Роли в киножурнале «Ералаш»
- 1976 — «Полночный крик» (выпуск 7) — отец мальчика (в титрах не указан)
- 1982 — «Кто следующий?» (выпуск 34) — зубной врач
- 1985 — «Самый дружный наш отряд» (выпуск 53) — отдыхающий
- 1988 — «Рокер и его братия» (спецвыпуск ГАИ 2) — Баба-Яга
- 1994 — «Слушай мою команду!» (выпуск 103) — ветеринар
- 2010 — «Первый раз в первый класс» (выпуск 247) — дедушка девочки
- 2010 — «Достали!» (выпуск 249) — Иван IV Грозный

Роли в киножурнале «Фитиль»
- 1966 — «До указа» (выпуск 52) — интеллигент
- 1968 — «Последнее средство» (выпуск 73) — лаборант
- 1971 — «Рабочее время» (выпуск 105) — сотрудник
- 1977 — «Деловой подход» (выпуск 181) — добропорядочный гражданин
- 1978 — «Чужой среди своих» (выпуск 200) — посетитель магазина
- 1981 — «День приёма» (выпуск 223) — сдающий стеклотару
- 1982 — «Опасная профессия» (выпуск 245) — клиент радиомастерской
- 1983 — «Незабываемая встреча» (выпуск 249) — Николай Степанович Куренцов, писатель
- 1983 — «Полезный тест» (выпуск 258) — сотрудник учреждения
- 1987 — «Наотмашь» (выпуск 305) — подчинённый, написавший доклад
- 1988 — «Средь бела дня» (выпуск 320) — водитель
- 1990 — «Подарочек» (выпуск 339) — житель квартиры
- 1993 — «Отцы и дети» (выпуск 370)
- 1994 — «Таланты и поклонники» (выпуск 380)

#### Режиссёрские работы в кино
1. 1975 — Каждый мечтает о собаке
2. 1976 — Пропал и нашёлся
3. 1978 — Здравствуй, река!

### Озвучивание
Советские и российские фильмы:
- 1965 — Город мастеров — Караколь
- 1967 — Фокусник — Саша, студент / бородач в очках на квартирнике
- 1968 — Щит и меч — комендант в детском концлагере / различные мужские роли
- 1971 — Принц Баяя — Чёрный Принц
- 1977 — Кто поедет в Трускавец — врач (роль Виктора Мизина)
- 1979 — Д’Артаньян и три мушкетёра — Арамис (роль Игоря Старыгина)[42]
- 1979 — Маленькие трагедии — Мефистофель / герцог (роли Николая Кочегарова и Филиппа Смоктуновского)
- 1979 — Жил-был настройщик — разыгрывающий книжную лотерею (роль Александра Сажина)
- 1980 — За спичками — Пекка Туртиайнен (роль Пекки Аутиовуори)
- 1981 — Сказка, рассказанная ночью — барон Ульрих фон Штейнберг (роль Валентинса Скулме)
- 1981 — Руки вверх! — Бон-Гадке (роль Валентина Белоусова)
- 1981 — Шляпа — «Утёнок», лидер группы «Секунда»
- 1982 — Знахарь — доктор Павлицкий
- 1982 — Ассоль — сказочник
- 1984 — Гостья из будущего — козёл Наполеон
- 1985 — Сезон чудес — танцор
- 1986 — Кин-дза-дза! — босоногий инопланетянин-путешественник (роль Анатолия Серенко) / эцилопп «в штатском» (роль Геннадия Яловича)[43]
- 1987 — Десять негритят — голос «обвинителя» на пластинке[44]
- 1989 — Вход в лабиринт — Кальвин (роль Мати Клоорена)
- 1991 — Караван смерти — проводник в отряде наёмников
- 1992 — Мушкетёры двадцать лет спустя — Арамис (роль Игоря Старыгина)
- 1993 — Тайна королевы Анны, или Мушкетёры тридцать лет спустя — Арамис (роль Игоря Старыгина)
- 1995 — Я — русский солдат — Рувим Свицкий, скрипач (роль Альберта Арнтгольца)
- 1997 — Афёры, музыка, любовь... — Лев
- 2001 — Блюстители порока — Бакстер
- 2008 — Возвращение мушкетёров, или Сокровища кардинала Мазарини — Арамис (роль Игоря Старыгина)
- 2008 — Исповедь Дон Жуана — Дон Жуан
- 2011 — Забытый — судмедэксперт
- 2022 — Девочка Нина и похитители пианино — пианино

Советские и российские мультфильмы:
- 1974 — Загадочная планета — дракон Галактион
- 1974 — Волшебник Изумрудного города. Королевство Бастинды — мигун
- 1980 — Хитрая ворона — Ворона
- 1982 — Маленький Рыжик — папа Ларсен
- 1984 — Бюро находок. Фильм 4 — пёс Тишка
- 1984 — Хочу Луну — учёный
- 1986 — Школа помощников (фильм первый) — Кукла-директор (в титрах не указан)
- 1986 — Школа помощников (фильм второй) — Кукла-директор (в титрах не указан)
- 1989 — Притча об артисте. Лицедей — текст от автора
- 1989 — Сказка о старом эхо — папа Лис
- 1990 — Земляничный дождик — папа Лис
- 1991 — Мотылёк — папа Лис
- 2006 — Князь Владимир — волхв
- 2007 — Ролли и Эльф. Невероятные приключения
- 2012 — Сказ хотанского ковра — старый заяц / текст от автора

Аудиокниги:
- Борис Акунин «Смерть Ахиллеса» — Ахимас Вельде[44]

### Дубляж

#### Фильмы
Иэн Холм
- Пятый элемент (1997) — отец Вито Корнелиус (дубляж объединения «Мосфильм-мастер» по заказу компании «Амальгама», 2000 г.)[44]
- Авиатор (2004) — профессор Фитц[45]

Другие фильмы
- Старики на уборке хмеля (1964) — Филип (Владимир Пухольт)[43] (дубляж киностудии «Союзмультфильм», 1966 г.)
- Пир хищников (1964) — Клод (Клод Риш)[46] (дубляж киностудии им. Горького, 1969 г.)
- Доктор Живаго (1965) — Александр Громеко (Ральф Ричардсон) (дубляж «Варус-Видео», 1995 г.)[46]
- Космическая одиссея 2001 года (1968) — доктор Андрей Смыслов (Леонард Росситер[англ.]); HAL 9000 (дубляж «Варус-Видео», 1996 г.)[47]
- Загнанных лошадей пристреливают, не правда ли? (1969) — Роберт (Майкл Сарразин[англ.]) (дубляж киностудии «Союзмультфильм», 1972 г.)[43]
- Блеф (1976) — тюремный надзиратель (Уго Болонья)[46] (дубляж киностудии им. Горького, 1978 г.)
- Звёздные войны. Эпизод IV: Новая надежда (1977) — C-3PO (Энтони Дэниелс) (дубляж киностудии им. Горького, 1990 г.)[42]
- Профессионал (1981) — полковник Пикар (Жерар Дарьё)[46] (дубляж киностудии «Мосфильм», 1990 г.)
- Бегущий по лезвию (1982)[45] — доктор Элдон Тайрелл (Джо Тёркел) (дубляж «Варус-Видео», 1996 г.)
- Папаши (1983) — Жанно (Ролан Бланш)[46] (дубляж киностудии «Мосфильм», 1985 г.)
- Амадей (1984) — Антонио Сальери (Ф. Мюррей Абрахам)[48] (дубляж киностудии им. Горького, 1987 г.)
- Беглецы (1986) — Франсуа Пиньон (Пьер Ришар)[45] (дубляж киностудии им. Горького, 1988 г.)
- Список Шиндлера (1993) — Хайим Новак (Ури Аврахами)[45] (дубляж творческого содружества «Ист-Вест», 1994 г.)
- Пришельцы (1993) — маг Эвсебиус / монсеньор Фердинанд Эвсеб (Пьер Виаль) (дубляж киностудии им. Горького, 1993 г.)[45]
- Последний киногерой (1993)[45] — Ник (Роберт Проски); кот-полицейский Вискерс(дубляж «Варус-Видео»)
- Богатенький Ричи (1994)[45] — Фергусон (Челси Росс) (дубляж «Варус-Видео», 1996 г.)
- Сонная Лощина (1999) — нотариус Джеймс Харденбрук (Майкл Гоф)[47] (дубляж творческого содружества «Ист-Вест», 2000 г.)
- Стрелок (2007)[45] — мистер Рейт (Левон Хелм)

#### Мультфильмы и мультсериалы
- 1992 — Астерикс и сюрпризы Цезаря (1985) — Астерикс (дубляж киноконцерна «Мосфильм»)[44]
- 1993—1994 — Чёрный Плащ (1991—1992) — Стигмат (в серии «Чёрный Дублон» и 2-хсерийном эпизоде «Утки правосудия»), Сладкое Жало (в серии «Прогулки с Блантом»), доктор Ископаемый (в серии «Мезозойская заварушка»), Лютень (в серии «Жизнь в Мистере Банановые Мозги») (дубляж студии «СВ-Дубль»)[45]
- 2004 — Шрек 2 — король Гарольд[45]
- 2006 — Русалочка (1989) — Угрюмус, слуга принца (дубляж студии «Пифагор»)[45]
- 2007 — Шрек Третий — король Гарольд[45]
- 2008 — Спящая красавица (1959) — король Стефан (дубляж студии «Пифагор»)[49]
- 2010 — Шрек навсегда — король Гарольд[45]
- 2018 — Астерикс и тайное зелье  — Панорамикс[48]

## Награды и премии
- Заслуженный артист РСФСР (1988)
- Государственная премия Российской Федерации (2000) — за исполнение ролей классического и современного репертуара[4]
- Народный артист Российской Федерации (2001) — за большие заслуги в области искусства[3]
- Орден Почёта (2013) — за большие заслуги в развитии отечественной культуры и искусства, многолетнюю плодотворную деятельность[50]
- 2006 — Международная театральная премия имени К. С. Станиславского за роли в спектаклях «Чёрный монах» и «Нелепая поэмка»[51]
- 2006 — Лауреат театральной премии «Чайка» в номинации «Маска Zorro» (за раскрытие образа, спектакль «Нелепая поэмка»)[52][53]
- 2006 — Театральная премия «Золотой Витязь» в номинации «Лучший актёр»
- 2022 — Лауреат премии зрительских симпатий «Звезда театрала» в номинации «Лучшая мужская роль второго плана» — за роль Игумена Пафнутия в спектакле «Отец Сергий», Московский ТЮЗ[54].